# トリペル

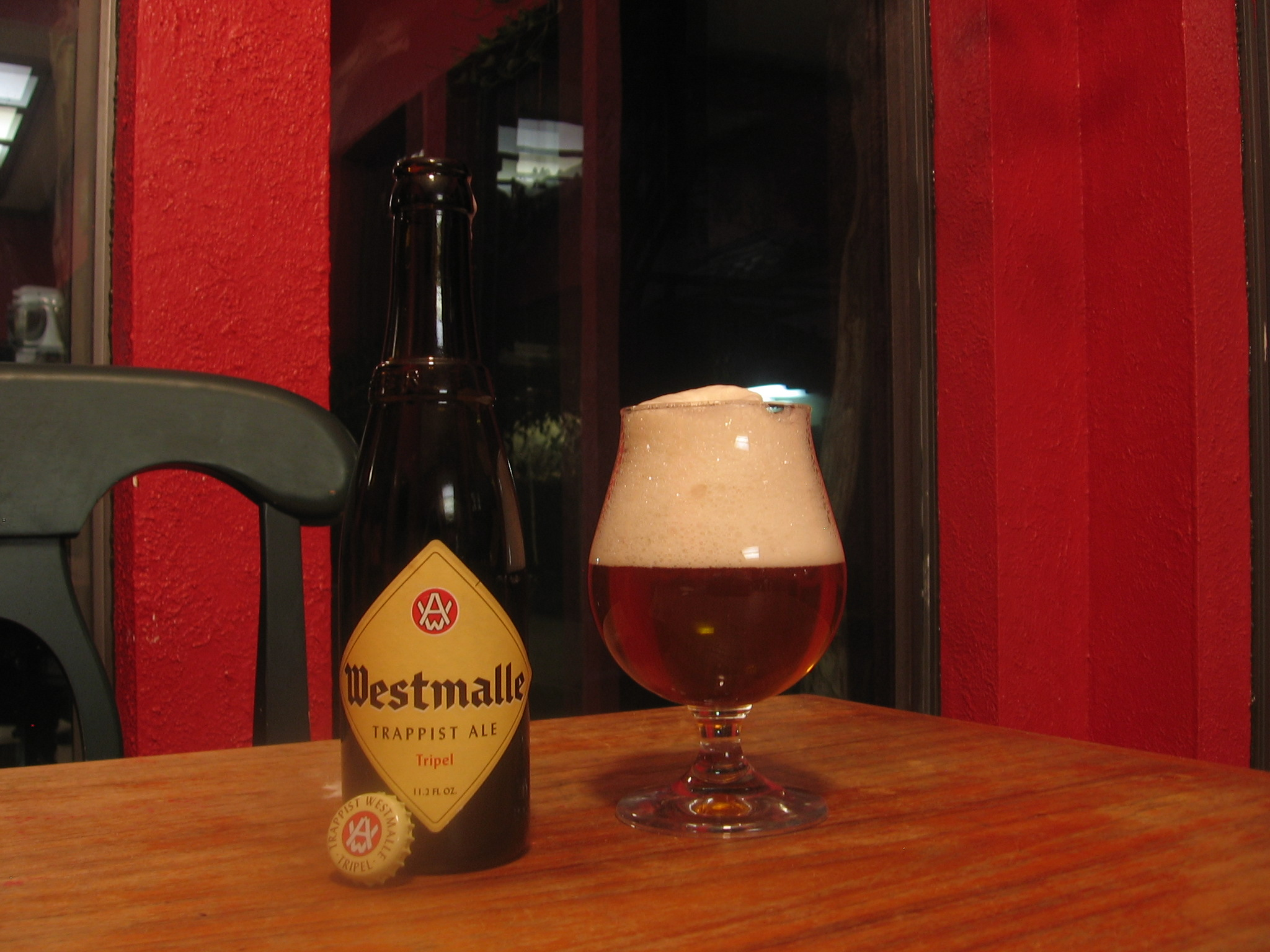
ベルジャン・トリペルの起源となったウェストマール・トリプル

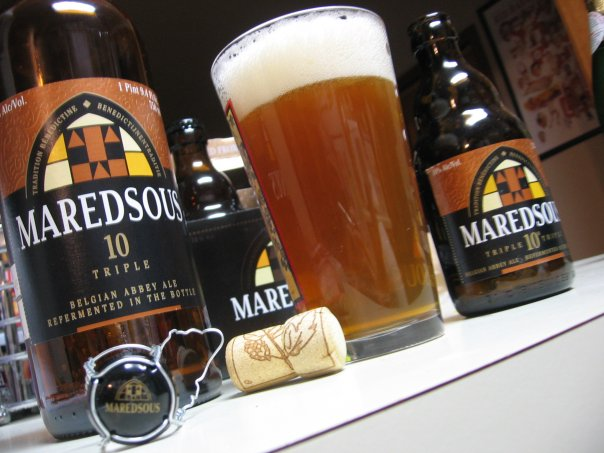
ベルジャン・トリペルの1つ：マレッツ10

トリペル（オランダ語: tripel、あるいはトリプル、トリペル・エール）は、ヨーロッパの低地地域（ネーデルラント）を主とし、ヨーロッパの他の国々やアメリカで醸造される強いペールエール（ストロング・ペールエール）のスタイル。スタイルの起源でもあるベルギーのトラピスト会修道院であるウェストマールのビール醸造所が造るビールのうち最も強いビールを指す。

## 歴史
1934年、ベルギーのウェストマール醸造所が造った新しいビールは「スーパービア」と呼ばれていた。ブロンド・エールにとても似ている強いビールであり、1931年以来、修道僧がときどき醸造していたビールである。1956年、そのレシピを改変し、トリペルと命名した。それが今日のトリペルの起源となったビールだと考えられている。
トリペルはビールの相対的な強さを示している。これにより、トラピストビールは「enkel」（基本となるもの）、「dubbel」（二倍）、「tripel」（三倍）の3つに別けられた。キリスト教における三位一体の重要性を考慮すると、ビールの種類が3つに別けられたことが偶然だとは思えないという意見もある。
トリペルが生まれた理由の1つには、1919年のベルギーのVandevelde条例があると考えられている。1983年まで効力があったこの条例は、特別強い飲料であるイェネーバの販売か提供を禁じていた。この条例にはビールやワインは対象として含まれていなかったので、より強いビールを醸造するには商業的に良い節目となった。
当初、トリペルの液色はダークな色合いであったが、ベルギー国内でも淡色のピルスナー系のビールが売れはじめたことに対抗してウェストマール醸造所は同醸造所のトリペルの液色を金色としたことで大反響を呼んだ。その後、ウェストマールのトリペルに追従し、トリペルの液色を金色にすることが一般的となる。

## トリペルの一例

### トラピストビール
- ウェストマール・トリプル
- シメイ・トリプル（通称：シメイ・ホワイト）

### アビィビール
- セントベルナルデュス・トリペル

### それ以外
- Allagash Tripel Reserve
- New Belgium Trippel Belgian Style Ale